# Universität von Jordanien

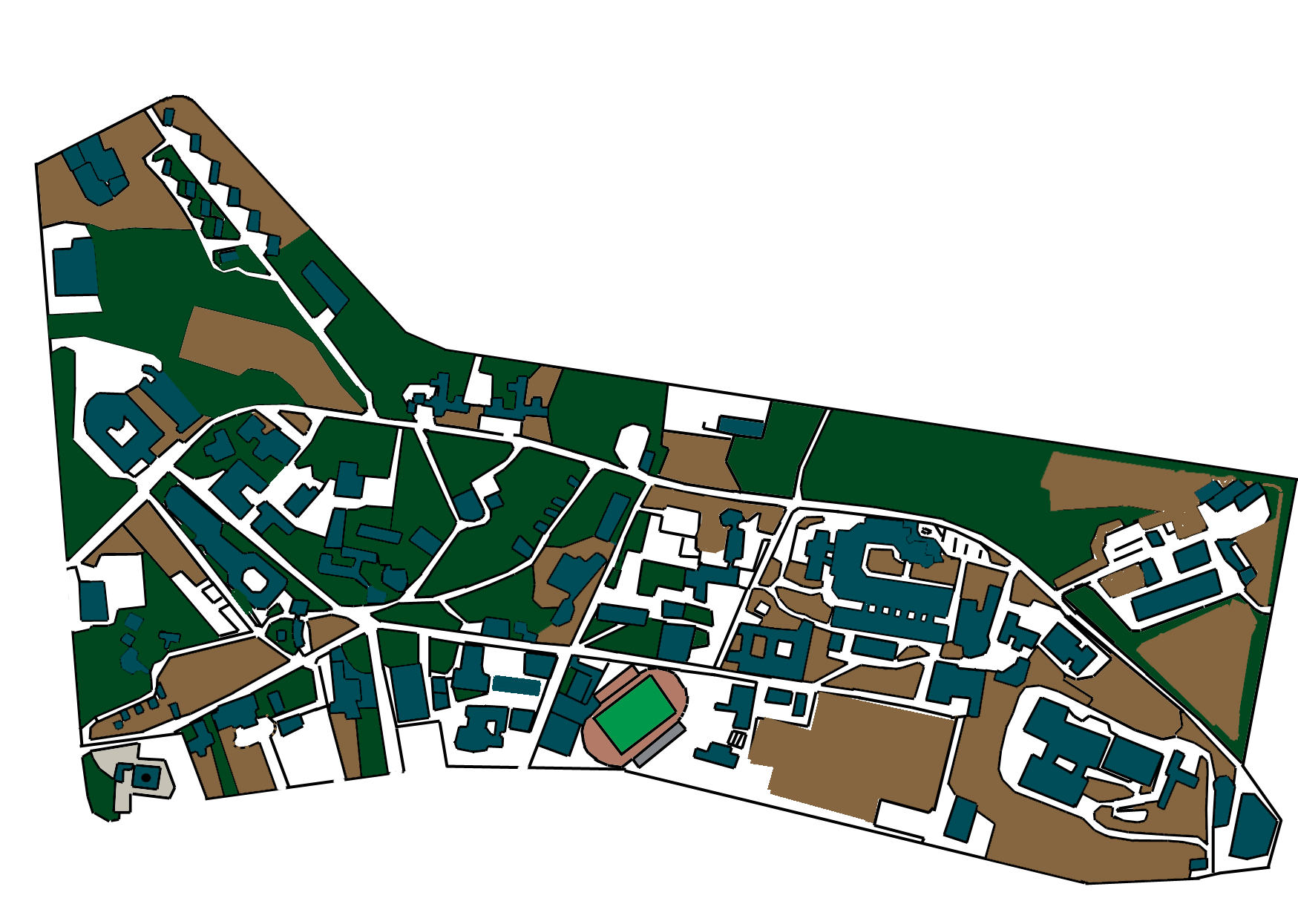
Plan der Universität

Die Universität von Jordanien (arabisch الجامعة الأردنية, DMG al-Ǧāmiʿa al-Urdunniyya) ist eine staatlich unterstützte Hochschule in Amman sowie die größte und älteste des Landes.

## Fakultäten
Die Universität und ist 19 Fakultäten gegliedert, davon 8 im naturwissenschaftlich-mathematischen Bereich und 11 im gesellschaftswissenschaftlich-künstlerischen Bereich:
- Medizinische Fakultät
- Zahnmedizinische Fakultät
- Pharmazeutische Fakultät
- Fakultät für Gesundheits- und Krankenpflege
- Naturwissenschaftliche Fakultät, unterteilt in fünf Bereiche:

Mathematik
Physik und Materialwissenschaft,
Geologie,
Chemie
Biologie
- Agrarwissenschaftliche Fakultät
- Fakultät für Ingenieurwesen und Technologie
- König Abdullah II. Schule für Informationstechnik
- Fakultät für Fremdsprachen
- Fakultät der Künste
- Fakultät der Humanitären und Sozialwissenschaften
- Fakultät der Schari’a (Islamwissenschaften)
- Wirtschaftswissenschaftliche Fakultät
- Juristische Fakultät
- Erziehungswissenschaftliche Fakultät
- Sportwissenschaftliche Fakultät
- Graduiertenkolleg
- Fakultät für Physikalische und Rehabilitative Medizin
- Fakultät für Kunst und Design

## Zusammenarbeit
Die Universität hat eine Vielzahl von Austauschprogrammen mit anderen Universitäten, davon 16 mit US-amerikanischen Hochschulen, beispielsweise der Vanderbilt University und der Murray State University. Es besteht eine Mitgliedschaft bei der International Association of Universities.